# Westfalia Herne
Westfalia Herne (offizieller Name: Sport Club Westfalia 04 e. V. Herne) ist ein Sportverein aus Herne. Der Verein wurde am 13. Juni 1904 gegründet und hat die Vereinsfarben Blau und Weiß. Er bietet aktuell die Sportart Fußball an. Die Handballabteilung spaltete sich im Jahre 1992 unter dem Namen HC Westfalia Herne ab. Frühere Erfolge wurden auch in der Leichtathletik und im Badminton errungen.
Die erste Mannschaft spielt seit 2024 in der sechstklassigen Westfalenliga. Von 1933 bis 1944 und von 1954 bis 1963 spielten die Herner erstklassig, in der Gauliga Westfalen bzw. der Oberliga West. 1959 und 1960 nahm der Verein an der Endrunde um die deutsche Meisterschaft teil. Von 1975 bis 1979 spielte die Westfalia noch in der 2. Bundesliga. Spielstätte des Vereins ist das Stadion am Schloss Strünkede.

## Geschichte

### Frühe Jahre (1904 bis 1925)
Der Verein wurde am 13. Juni 1904 von 16 jungen Kaufleuten, Angestellten und Schülern höherer Schulen im Rittersaal des Schloss Strünkede gegründet. Ursprünglich waren die Vereinsfarben Rot-Weiß, ehe im Jahr 1914 die heutigen Farben angenommen wurden. Schon 1905 trat der Verein dem Westdeutschen Spiel-Verband bei und meldete zwei Mannschaften für die Meisterschaftsspiele. Drei Jahre später gelang mit dem Aufstieg in die A-Klasse Mark der Sprung in die höchste Spielklasse, die jedoch nach einem Jahr wieder verlassen werden musste.
In den folgenden Jahren gründeten sich mit Germania Herne (gegründet 1909) und dem SV Sodingen (gegründet 1912) zwei Lokalrivalen, mit denen sich die Westfalia über viele Jahrzehnte um die örtliche Vorherrschaft streiten sollte. Mit dem Ausbruch des Ersten Weltkriegs wurde nur noch auf lokaler Ebene gespielt. Teilweise mussten die Wettbewerbe abgebrochen werden. Während der Ruhrbesetzung 1923 beschloss der Vorstand der Westfalia, den Club im Vereinsregister offiziell aufzulösen. Inoffiziell existierte die Westfalia jedoch weiter, sie spielte zumeist in der zweithöchsten Spielklasse.

### Die Ära Kracht und der Zweite Weltkrieg (1925 bis 1945)
| Saison                                  | Liga                             | Level | Platz       | Tore        | Punkte      |
| --------------------------------------- | -------------------------------- | ----- | ----------- | ----------- | ----------- |
| 1925/26                                 | 2. Ruhrbezirkskl., Gr. Mark      | II    | 2.          | 56:20       | 38:18       |
| 1926/27                                 | 2. Ruhrbezirkskl., Gr. Hellweg 3 | II    | 1.          | 73:28       | 29:7        |
| 1927/28                                 | 2. Ruhrbezirkskl., Gr. HER       | II    | 4.          | 35:42       | 16:16       |
| 1928/29                                 | 2. Ruhrbezirkskl., Gr. HER       | III   | 1.          | 53:23       | 23:7        |
| 1929/30                                 | 1. Ruhrbezirkskl., Gr. DO/BO     | II    | 1.          | 88:35       | 40:8        |
| 1930/31                                 | Ruhrbezirksliga, Gr. A           | I     | 2.          | 57:37       | 27:5        |
| 1931/32                                 | Ruhrbezirksliga, Gr. 2           | I     | 5.          | 40:45       | 19:17       |
| 1932/33                                 | Ruhrbezirksliga, Gr. B           | I     | 5.          | 38:29       | 18:18       |
| 1933/34                                 | Bezirksklasse, Gr. 2             | II    | 1.          | 58:42       | 31:13       |
| 1934/35                                 | Gauliga Westfalen                | I     | 6.          | 25:29       | 18:18       |
| 1935/36                                 | Gauliga Westfalen                | I     | 5.          | 34:39       | 16:20       |
| 1936/37                                 | Gauliga Westfalen                | I     | 2.          | 42:33       | 21:15       |
| 1937/38                                 | Gauliga Westfalen                | I     | 3.          | 37:17       | 25:11       |
| 1938/39                                 | Gauliga Westfalen                | I     | 4.          | 26:24       | 19:17       |
| 1939/40                                 | Gauliga Westfalen                | I     | 4.          | 47:56       | 20:16       |
| 1940/41                                 | Gauliga Westfalen                | I     | 5.          | 50:37       | 23:21       |
| 1941/42                                 | Gauliga Westfalen                | I     | 7.          | 26:32       | 17:19       |
| 1942/43                                 | Gauliga Westfalen                | I     | 5.          | 49:46       | 18:18       |
| 1943/44                                 | Gauliga Westfalen                | I     | 5.          | 31:35       | 16:20       |
| 1944/45                                 | Gauliga Westfalen                | I     | abgebrochen | abgebrochen | abgebrochen |
| BO = Bochum, DO = Dortmund, HER = Herne |                                  |       |             |             |             |

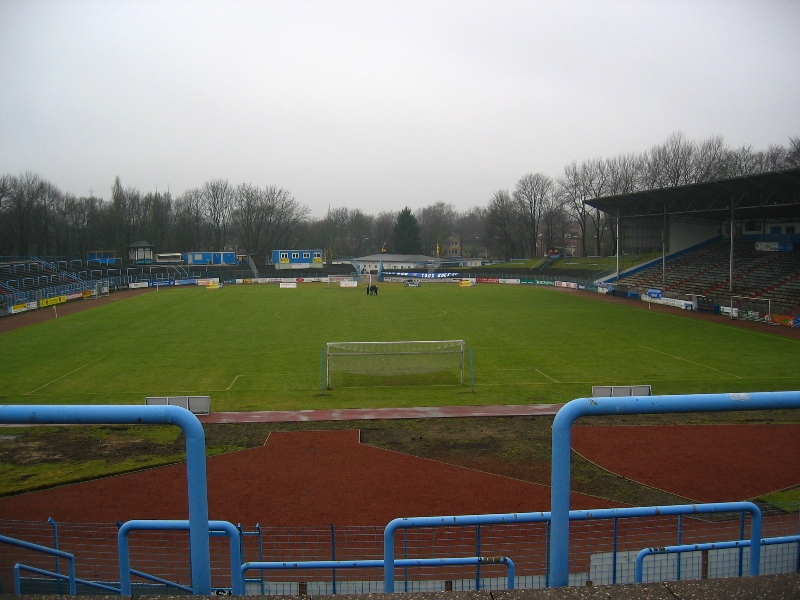
Blick ins Stadion am Schloss Strünkede

1925 übernahm der Studienrat Hermann Kracht das Präsidentenamt. Der wegen seiner nationalistischen Einstellung auch „deutsche Hermann“ genannte Vorsitzende leitete eine Fusion mit Fortuna Herne zu Westfalia-Fortuna Herne ein, die 1931 wieder gelöst wurde. Sportlich bogen die Herner in die Erfolgsspur ein. 1926 scheiterte die Westfalia in der Aufstiegsrunde zur erstklassigen 1. Ruhrbezirksklasse noch an Germania Bochum und den Sportfreunden Essen. Ein Jahr später hatte der SV Castrop 02 die Nase vorn.
Dann stiegen die Herner 1929 und 1930 zweimal in Folge auf und waren wieder erstklassig. Dort hatte die Westfalia Pech. Punktgleich mit Germania Bochum beendete die Mannschaft die Saison 1930/31, die von der Berufsspieleraffäre um den FC Schalke 04 überschattet war. Das Entscheidungsspiel um den Gruppensieg wurde im neutralen Castrop mit 1:2 verloren, so dass die Bochumer das Endspiel um die Ruhrmeisterschaft gegen Union Gelsenkirchen erreichten.
In den folgenden Spielzeiten rutschte die Westfalia ins Mittelmaß ab und wurde bei der Gründung der Gauliga Westfalen 1933 nicht berücksichtigt. Den Aufstieg dorthin sicherte sie sich schließlich ein Jahr später; damit leitete sie die erste erfolgreiche Ära der Vereinsgeschichte ein. Nach den Rängen sechs und fünf in den ersten beiden Spielzeiten wurden die Herner in der Saison 1936/37 Vizemeister hinter dem seinerzeit als beinahe unschlagbar geltenden FC Schalke 04.
Ein Jahr später wurde die Westfalia Dritter und schlug im Saisonverlauf Borussia Dortmund, die erst 1936 erstmals erstklassig geworden war, mit 8:2. Paul Matzkowski wurde in dieser Saison mit 28 Treffern Torschützenkönig. Zwar gab es auch empfindliche Niederlagen wie ein 0:14 beim FC Schalke 04 in der Saison 1939/40, dennoch geriet die Westfalia während der gesamten Gauligaära nie in Abstiegsgefahr; sie belegt in der „ewigen Tabelle der Liga“ den zweiten Platz.

### Nachkriegszeit (1945 bis 1954)
| Saison  | Liga                        | Level | Platz | Tore  | Punkte |
| ------- | --------------------------- | ----- | ----- | ----- | ------ |
| 1945/46 | Landesliga Westfalen, Gr. 1 | I     | 2.    | 45:26 | 19:13  |
| 1946/47 | Landesliga Westfalen, Gr. 1 | I     | 4.    | 46:36 | 22:14  |
| 1947/48 | Landesliga Westfalen, Gr. 1 | I     | 2.    | 51:27 | 31:13  |
| 1948/49 | Landesliga Westfalen, Gr. 2 | II    | 5.    | 54:25 | 32:20  |
| 1949/50 | II. Division West, Gr. 1    | II    | 8.    | 52:54 | 29:31  |
| 1950/51 | II. Division West, Gr. 1    | II    | 6.    | 66:58 | 33:27  |
| 1951/52 | II. Division West, Gr. 1    | II    | 6.    | 64:50 | 34:30  |
| 1952/53 | II. Division West           | II    | 8.    | 58:65 | 29:31  |
| 1953/54 | II. Division West           | II    | 2.    | 70:50 | 39:21  |

Nach dem Zweiten Weltkrieg sperrte die britische Kommandantur das Stadion und verweigerte dem Verein, sich neu zu konstituieren. Hintergrund war die nationalistische Gesinnung von Vereinspräsident Kracht. Erst nach einem Freundschaftsspiel gegen britische Soldaten kehrten die Herner in ihr Stadion zurück. Die westfälischen Gauligisten von 1939 bis 1944 bildeten daraufhin die zweigleisige Landesliga Westfalen.
Gleich in der ersten Spielzeit wurde die Westfalia Vizemeister hinter dem FC Schalke 04, der auf eigenem Platz mit 3:1 geschlagen werden konnte. In der folgenden Spielzeit verpassten die Herner als Vierter die Qualifikation für die neu geschaffene Oberliga West und waren wieder zweitklassig. Der Weg in die Oberliga war lang. 1948 verpasste die Mannschaft nach einer 0:5-Niederlage im Entscheidungsspiel gegen SuS 13 Recklinghausen das Endspiel um die Westfalenmeisterschaft. Ein Jahr später wurde die Westfalia in die neu geschaffene II. Division West aufgenommen, in der sie sich langsam nach oben spielte und 1952 für die eingleisige Liga qualifizierte.
1954 gelang schließlich der Durchbruch unter Trainer Rudolf Prokoph. Angeführt von Amateurnationalspieler Günter Grandt, der mit 29 Treffern Torschützenkönig wurde, gelang als Vizemeister hinter dem Duisburger SpV der Aufstieg in die Oberliga. Am letzten Spieltag mussten die Herner beim direkten Verfolger SG Wattenscheid 09 antreten, auf den die Westfalia einen Punkt Vorsprung hatte. Mit einem 2:1-Sieg am Beckmannshof, den Siegtreffer erzielte Günter Grandt, sicherten sich die Herner den Aufstieg. Im Gegensatz zu anderen Ruhrgebietsvereinen wurde die Westfalia nicht von einem Bergwerk unterstützt; das Elektrounternehmen Funke & Huster stand hinter dem Verein, der wieder zum zwei Jahre zuvor aufgestiegenen Lokalrivalen SV Sodingen aufschloss. Außerhalb des Ruhrgebiets sorgte Hernes Aufstieg für Skepsis. So soll der Präsident des 1. FC Köln, Franz Kremer, gefragt haben, „was ein Nest wie Herne mit zwei Oberligisten will“.

### Oberliga West (1954 bis 1963)
| Saison  | Liga          | Level | Platz | Tore  | Punkte |
| ------- | ------------- | ----- | ----- | ----- | ------ |
| 1954/55 | Oberliga West | I     | 13.   | 57:63 | 26:34  |
| 1955/56 | Oberliga West | I     | 13.   | 51:60 | 24:36  |
| 1956/57 | Oberliga West | I     | 11.   | 33:38 | 27:33  |
| 1957/58 | Oberliga West | I     | 12.   | 41:54 | 27:33  |
| 1958/59 | Oberliga West | I     | 01.   | 60:23 | 45:15  |
| 1959/60 | Oberliga West | I     | 02.   | 56:37 | 37:23  |
| 1960/61 | Oberliga West | I     | 05.   | 60:47 | 34:26  |
| 1961/62 | Oberliga West | I     | 06.   | 58:45 | 34:26  |
| 1962/63 | Oberliga West | I     | 14.   | 43:65 | 21:39  |

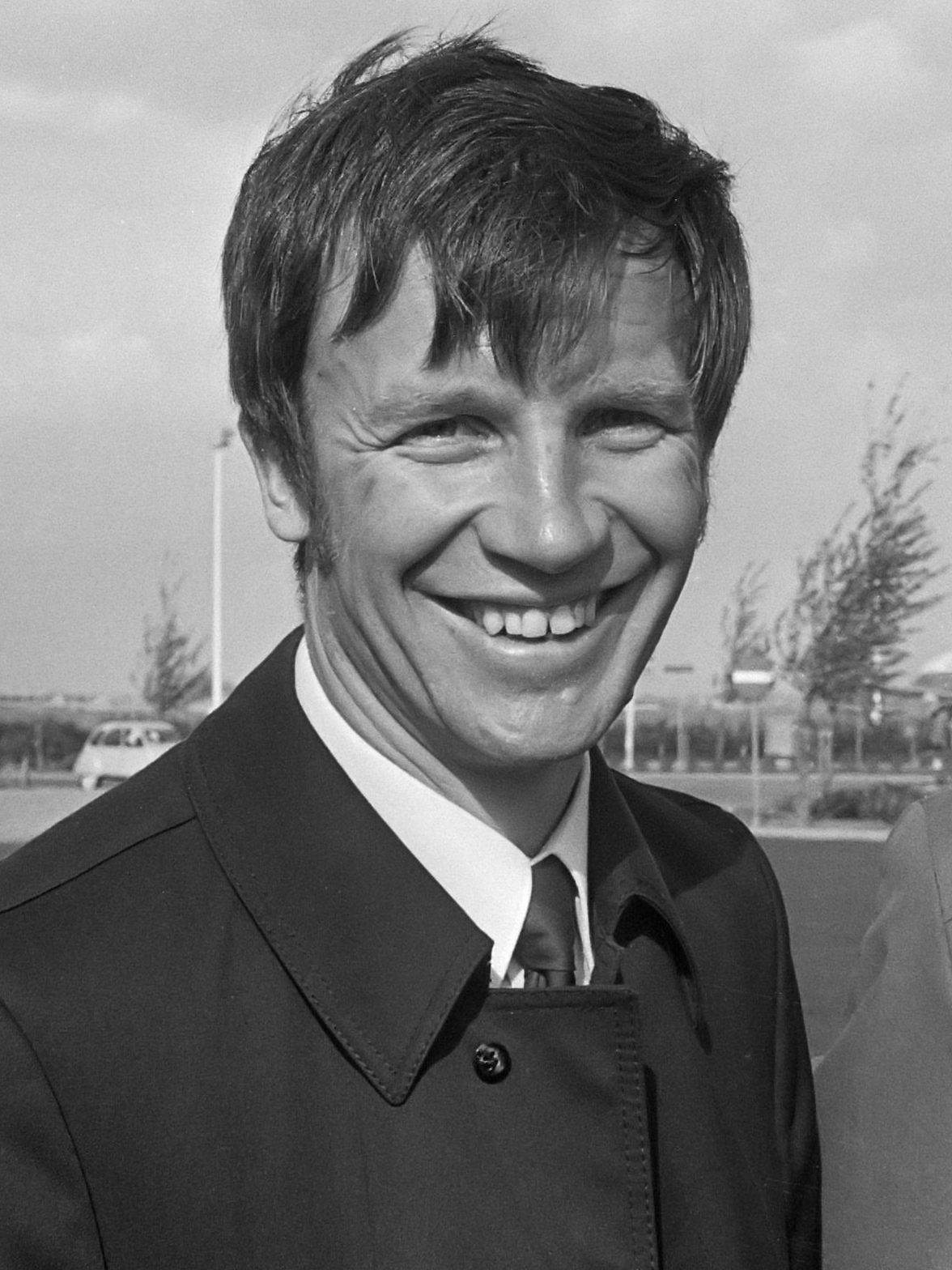
Helmut Benthaus

Die Westfalia tat sich in der Oberliga schwer und schaffte in der Aufstiegssaison 1954/55 den Klassenerhalt erst am letzten Spieltag durch ein 3:2 beim Duisburger SpV. Lokalrivale Sodingen leistete durch ein 2:0 gegen den Meidericher SV Schützenhilfe. 1955 übernahm der gebürtige Schlesier Fritz Langner den Trainerposten in Herne und baute einheimische Talente wie Helmut Benthaus, Alfred Pyka oder Hans Tilkowski in die Mannschaft ein, die allesamt später Nationalspieler wurden. Am 28. Dezember 1958 standen die drei genannten Spieler in der Anfangsformation der DFB-Auswahl bei einem Länderspiel in Ägypten.
In der Oberligasaison 1958/59 wurden die Herner überraschend Meister. Die Zeitung Der Fußball-Sport sprach von einer „handfesten Rebellion gegen die etablierten Dynastien im Westen“. Für die Endrunde um die deutsche Meisterschaft musste die Westfalia zwangsweise in das Dortmunder Stadion Rote Erde umziehen, da der DFB eine Stadionkapazität von 40.000 Plätzen vorschrieb. Mit zwei Siegen – 1:0 gegen Tasmania Berlin und 3:1 gegen den Hamburger SV – wurden die Herner Gruppendritter. Ein Jahr später sicherte sich die Westfalia die Vizemeisterschaft und qualifizierte sich nach einem 1:0-Sieg im Entscheidungsspiel im neutralen Hannover über Kickers Offenbach erneut für die Endrunde. Dort wurden die Herner Letzter.
In den frühen 1960er Jahren ging es sportlich bergab. Die Einführung der Bundesliga zeichnete sich ab; aber der Vorstand scheute sich, für das Erreichen der Bundesliga Risiken einzugehen. Laut Alfred Pyka wollte die Mannschaft in die Bundesliga, doch der Vorstand habe immer gesagt, dass „das Risiko zu groß sei“. So zerfiel die erfolgreiche Mannschaft, die sich noch zwei Jahre in der oberen Tabellenhälfte hielt. Mit einem drittletzten Platz in der letzten Oberligasaison 1962/63 verspielten die Herner die Qualifikation für die Bundesliga deutlich.

### Zwischen Regional- und Verbandsliga (1963 bis 1974)
| Saison  | Liga                          | Level | Platz | Tore  | Punkte |
| ------- | ----------------------------- | ----- | ----- | ----- | ------ |
| 1963/64 | Regionalliga West             | II    | 06.   | 69:63 | 45:31  |
| 1964/65 | Regionalliga West             | II    | 12.   | 45:56 | 31:37  |
| 1965/66 | Regionalliga West             | II    | 15.   | 39:66 | 26:42  |
| 1966/67 | Regionalliga West             | II    | 11.   | 41:41 | 31:37  |
| 1967/68 | Regionalliga West             | II    | 17.   | 27:74 | 19:49  |
| 1968/69 | Verbandsliga Westfalen, Gr. 2 | III   | 06.   | 39:43 | 28:32  |
| 1969/70 | Verbandsliga Westfalen, Gr. 2 | III   | 01.   | 63:23 | 49:11  |
| 1970/71 | Regionalliga West             | II    | 12.   | 45:72 | 29:39  |
| 1971/72 | Regionalliga West             | II    | 14.   | 39:52 | 28:40  |
| 1972/73 | Regionalliga West             | II    | 15.   | 34:52 | 24:44  |
| 1973/74 | Regionalliga West             | II    | 17.   | 44:78 | 19:49  |

Nach einem sechsten Platz in der ersten Regionalligasaison 1963/64 rutschten die Herner in der Zweitklassigkeit schnell ins Mittelmaß ab. Jahr für Jahr musste der Verein seine Leistungsträger abgeben, um finanziell über die Runden zu kommen. Schon in der Saison 1965/66 musste die Westfalia ernsthaft um den Klassenerhalt zittern. Zwei Jahre später stieg die Westfalia dann als Vorletzter ab. Neun Jahre nach der Meisterschaft in der Oberliga West waren die Herner in der Drittklassigkeit angekommen.
Der direkte Wiederaufstieg wurde um Längen verpasst. Erst in der Saison 1969/70 sicherte sich die Westfalia mit einem Punkt Vorsprung auf den Hombrucher FV 09 die Staffelmeisterschaft. Das Endspiel um die Westfalenmeisterschaft gegen Eintracht Gelsenkirchen ging jedoch mit 1:2 verloren. Dennoch zogen die Herner in die Aufstiegsrunde zur Regionalliga West ein, in der die Mannschaft durch einen 3:0-Sieg über Sterkrade 06/07 den Wiederaufstieg schaffte.
Auch nach der Rückkehr in die Zweitklassigkeit blieb den Hernern nur der Kampf um den Klassenerhalt, der dreimal erfolgreich bewältigt wurde. In der Saison 1973/74 ging es um die Qualifikation für die neu geschaffene 2. Bundesliga. Mit dem vorletzten Platz vergab die Westfalia die ohnehin nur theoretischen Chancen, da der DFB im Vorfeld entschieden hatte, dass die drei Tabellenletzten sich auch bei ausreichender Punktzahl nicht für die neue Liga qualifizieren können.
Ein Vorstandsmitglied der Herner wandte sich daraufhin an einen Mineralölkaufmann aus Wanne-Eickel, ob dieser nicht mithelfen wolle, dafür zu sorgen, dass das Stadion der Westfalia wieder voll werde. Einer Legende nach soll Erhard Goldbach, der Inhaber der Tankstellenkette Goldin, nur einen Moment gezögert haben, bevor er zusagte.

### Die Ära Goldin (1974 bis 1979)
| Saison  | Liga                          | Level | Platz | Tore  | Punkte |
| ------- | ----------------------------- | ----- | ----- | ----- | ------ |
| 1974/75 | Verbandsliga Westfalen, Gr. 2 | III   | 01.   | 89:39 | 52:16  |
| 1975/76 | 2. Bundesliga Nord            | II    | 10.   | 60:57 | 40:36  |
| 1976/77 | 2. Bundesliga Nord            | II    | 11.   | 77:73 | 39:37  |
| 1977/78 | 2. Bundesliga Nord            | II    | 12.   | 53:59 | 35:41  |
| 1978/79 | 2. Bundesliga Nord            | II    | 05.   | 65:47 | 43:33  |

Dank der finanziellen Unterstützung durch Erhard Goldbach konnte die Westfalia schon in der folgenden Saison 1974/75 den Aufstieg feiern. Angeführt von Torjäger Hans-Joachim Abel, der mit 30 Treffern Torschützenkönig wurde, sicherten sich die Herner zunächst die Staffel- und dann gegen den SVA Gütersloh die Westfalenmeisterschaft. In der Aufstiegsrunde machte die Mannschaft dann mit einem 6:0 über den Spandauer SV den Aufstieg perfekt.
Nach einem Fehlstart schaffte die Mannschaft 1975/76 problemlos den Klassenerhalt. Höhepunkt war dabei ein 2:1-Sieg über Borussia Dortmund vor 27.000 Zuschauern. Doch schon in der folgenden Saison 1976/77 stagnierte das Team trotz hochkarätiger Neuzugänge wie Søren Busk oder Trainer Ivica Horvat, der 1972 mit dem FC Schalke 04 Pokalsieger geworden war, im Mittelfeld. Um das Ziel Bundesliga zu erreichen, führte Mäzen Goldbach im Sommer 1977 das Vollprofitum ein. Gleichzeitig wurde die Lizenzspielerabteilung als SC Westfalia 04 Goldin Herne ausgegliedert.

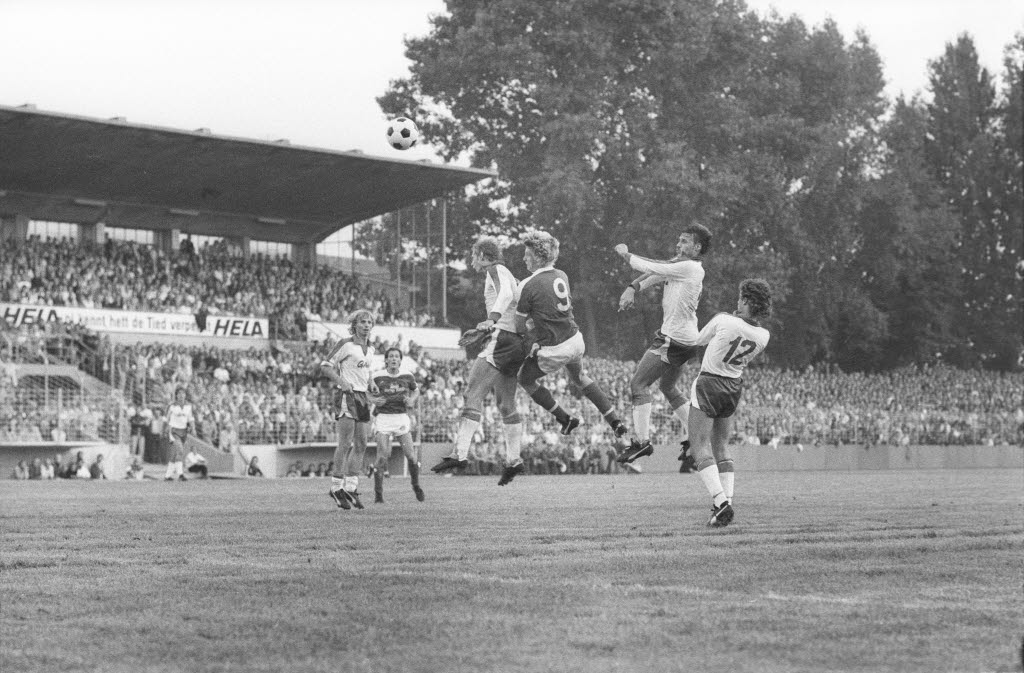
Holstein Kiel – Westfalia Herne, Endstand 2:1, 9. August 1978

Zudem rüstete die Westfalia weiter auf und verpflichtete für 300.000 Mark Klaus Scheer vom 1. FC Kaiserslautern; dennoch blieb sie im Mittelfeld der Liga stecken. Im DFB-Pokal verpassten die Herner gegen Schwarz-Weiß Essen erst im Wiederholungsspiel mit einer 0:1-Niederlage das Viertelfinale. Zur Saison 1978/79 verpflichteten sie Gerhard Prokop als Trainer, der die Mannschaft schließlich nach oben brachte. Nach einem fünften Platz zählte die Mannschaft zu den Aufstiegsfavoriten der nächsten Saison.
Am 24. Juli 1979 erfuhr die Mannschaft im Radio von einer Razzia der Zollfahndung bei Goldin. Nur durch systematische Steuerhinterziehung konnte Goldbach offenbar den sportlichen Aufschwung der Westfalia finanzieren. Goldin hatte Mineralölsteuer in Höhe von insgesamt 345 Millionen Mark hinterzogen. Als sich herausstellte, dass Goldbachs Zuwendungen in Höhe von 3,4 Millionen Mark keine Schenkung, sondern ein Darlehen war, geriet auch der Verein in finanzielle Schwierigkeiten. Gegen Zeugenaussagen gelang es der Vereinsführung, wenigstens Ausrüstung und Bälle vor der Pfändung zu schützen.
Zum ersten Spieltag der Saison 1979/80 trat die Westfalia noch an; sie gewann mit 1:0 beim SC Herford, der Goldin-Schriftzug auf den Trikots war mit Paketband überklebt. Die Herner mussten nach dem Spiel jedoch ihre Lizenz zurückgeben und wurden in die Oberliga Westfalen zurückgestuft, Rot-Weiß Lüdenscheid ersetzte den Verein.

### Oberligajahre (1979 bis 1990)
| Saison  | Liga               | Level | Platz | Tore  | Punkte |
| ------- | ------------------ | ----- | ----- | ----- | ------ |
| 1979/80 | Oberliga Westfalen | III   | 09.   | 42:53 | 33:35  |
| 1980/81 | Oberliga Westfalen | III   | 12.   | 47:54 | 32:36  |
| 1981/82 | Oberliga Westfalen | III   | 17.   | 54:79 | 32:48  |
| 1982/83 | Oberliga Westfalen | III   | 15.   | 50:68 | 29:39  |
| 1983/84 | Oberliga Westfalen | III   | 16.   | 39:61 | 27:41  |
| 1984/85 | Oberliga Westfalen | III   | 09.   | 51:56 | 32:36  |
| 1985/86 | Oberliga Westfalen | III   | 06.   | 43:43 | 33:31  |
| 1986/87 | Oberliga Westfalen | III   | 03.   | 60:45 | 34:26  |
| 1987/88 | Oberliga Westfalen | III   | 02.   | 46:31 | 37:23  |
| 1988/89 | Oberliga Westfalen | III   | 05.   | 47:47 | 32:28  |
| 1989/90 | Oberliga Westfalen | III   | 16.   | 29:48 | 24:36  |

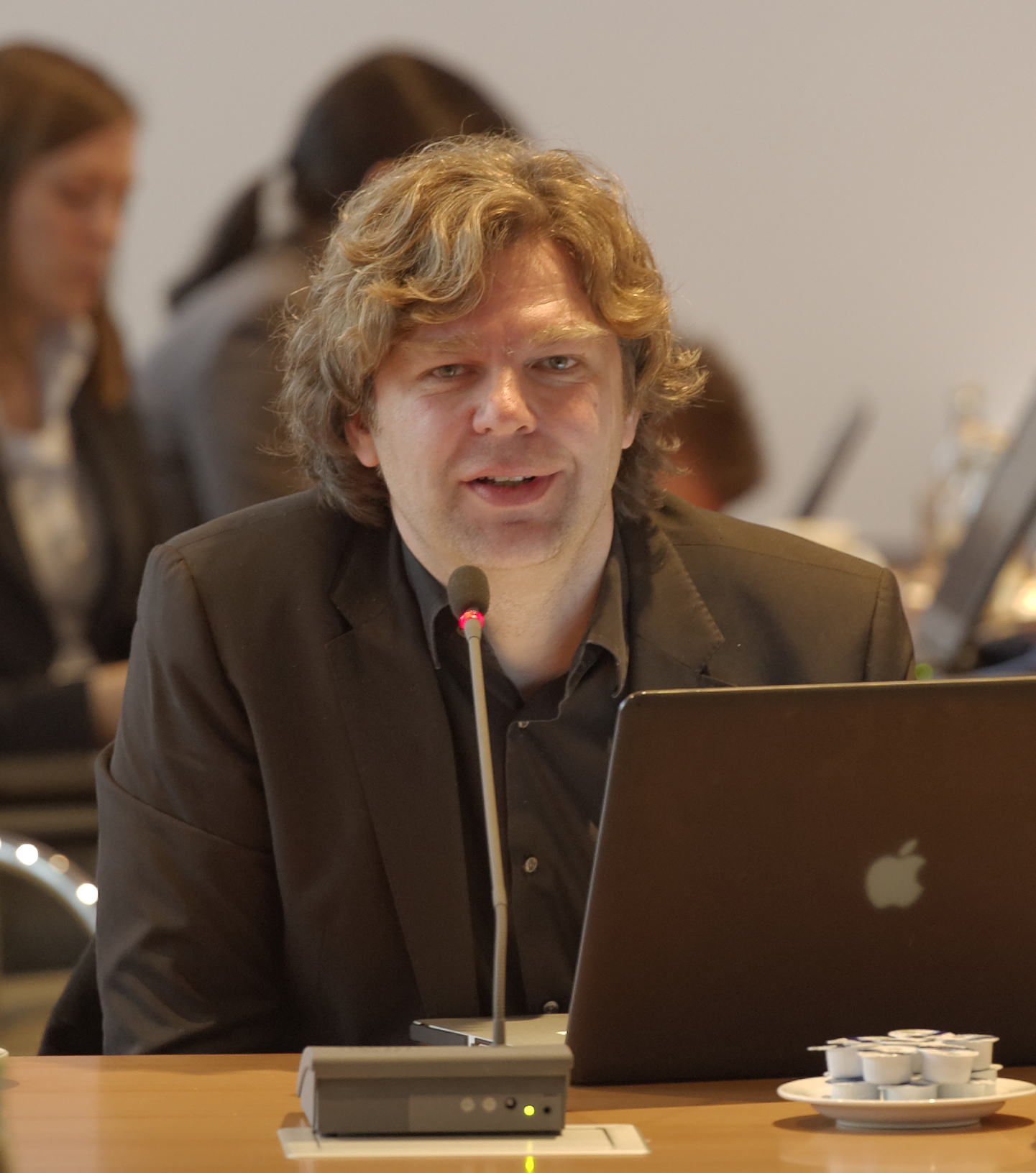
Sportmoderator Michael Steinbrecher war Spieler für Westfalia in der Saison 1985/86

Horst Wandolek, Mitglied der Oberliga-Meistermannschaft von 1959, übernahm daraufhin den Trainerposten. Von der Profimannschaft verblieben fünf Spieler, dazu kamen viele Akteure der in der Landesliga spielenden Zweiten Mannschaft. Dennoch schafften die Herner den Klassenerhalt. Anfang der 1980er Jahre rutschte die Westfalia tief in den Tabellenkeller und belegte dreimal in Folge einen Platz über dem jeweiligen ersten Abstiegsplatz. Erst 1984 fanden die Herner den Anschluss an das Mittelfeld der Tabelle und arbeiteten sich weiter nach oben.
1987 wurde die Mannschaft schon Dritter, bevor ein Jahr später die Vizemeisterschaft unter Trainer Pedro Milansincic erreicht wurde. Auf dem zweiten Platz wies die Westfalia allerdings einen Rückstand von 17 Punkten auf Meister Preußen Münster auf. Sie qualifizierte sich für die deutsche Amateurmeisterschaft, in der sie in der ersten Runde am Bayernligisten TSV Vestenbergsgreuth scheiterte.
Die erfolgreiche Mannschaft fiel daraufhin auseinander. Nach einem fünften Platz in der folgenden Spielzeit rutschten die Herner in der Saison 1989/90 in den Tabellenkeller. Als Mitfavorit gestartet, musste die vom Verletzungspech verfolgte Westfalia als Letzter am Saisonende absteigen. Erstmals in ihrer Vereinsgeschichte war sie nur noch viertklassig.

### In die Landesliga und zurück (1990 bis 1999)
| Saison  | Liga                     | Level | Platz | Tore  | Punkte |
| ------- | ------------------------ | ----- | ----- | ----- | ------ |
| 1990/91 | Verbandsliga Westfalen 2 | IV    | 07.   | 50:50 | 30:30  |
| 1991/92 | Verbandsliga Westfalen 2 | IV    | 03.   | 55:40 | 43:17  |
| 1992/93 | Verbandsliga Westfalen 2 | IV    | 06.   | 39:33 | 34:26  |
| 1993/94 | Verbandsliga Westfalen 2 | IV    | 14.   | 39:56 | 24:36  |
| 1994/95 | Verbandsliga Westfalen 2 | V     | 13.   | 38:59 | 26:34  |
| 1995/96 | Verbandsliga Westfalen 2 | V     | 15.   | 32:63 | 19     |
| 1996/97 | Landesliga Westfalen 3   | VI    | 10.   | 55:55 | 35     |
| 1997/98 | Landesliga Westfalen 3   | VI    | 01.   | 77:29 | 60     |
| 1998/99 | Verbandsliga Westfalen 2 | V     | 01.   | 60:21 | 60     |

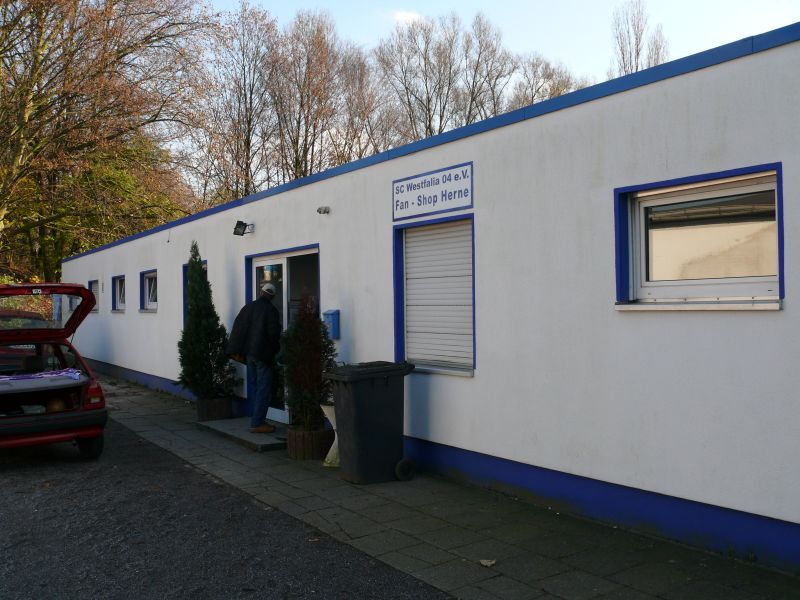
Geschäftsstelle von Westfalia Herne

Nachdem der direkte Wiederaufstieg verpasst worden war, kämpften die Herner erst 1992 wieder aussichtsreich um die Rückkehr in die Oberliga. Mit einem Punkt Rückstand auf die Amateure der SG Wattenscheid 09 wurde die Westfalia Dritter. Wegen der juristischen Auseinandersetzung um den Rückzug des ASC Schöppingen aus der Oberliga hätte Platz zwei für die Herner den Aufstieg bedeutet. Bereits zwei Jahre später fanden sich die Herner jedoch auch in der Verbandsliga im Abstiegskampf wieder.
1995 übernahm der Milchbauer Jürgen Stieneke (1947–2020) den Vereinsvorsitz. Aufgrund der schlechten Perspektive soll ihm der damalige Kassierer die Auflösung des Vereins vorgeschlagen haben. Am Ende der Saison 1995/96 stieg die Westfalia in die Landesliga ab und war erstmals sechstklassig. Torhüter Bernd Giese übernahm daraufhin das Team als Trainer und führte es zwei Jahre später zurück in die Verbandsliga.
Dort lieferte sich die Mannschaft ein Kopf-an-Kopf-Rennen mit dem SV Rotthausen um die Meisterschaft. Mit einem 5:0-Sieg beim SSV Meschede holten die Herner sich die Meisterschaft und kehrten in die Oberliga zurück. Mehr als 1.000 Westfalia-Fans begleiteten ihre Mannschaft zum entscheidenden Spiel ins Sauerland.

### Erneute Fahrstuhlära (1999 bis 2008)
| Saison  | Liga                     | Level | Platz | Tore  | Punkte |
| ------- | ------------------------ | ----- | ----- | ----- | ------ |
| 1999/00 | Oberliga Westfalen       | IV    | 05.   | 50:46 | 45     |
| 2000/01 | Oberliga Westfalen       | IV    | 08.   | 65:45 | 53     |
| 2001/02 | Oberliga Westfalen       | IV    | 06.   | 50:39 | 58     |
| 2002/03 | Oberliga Westfalen       | IV    | 17.   | 39:61 | 28     |
| 2003/04 | Verbandsliga Westfalen 1 | V     | 03.   | 67:28 | 65     |
| 2004/05 | Verbandsliga Westfalen 1 | V     | 01.   | 88:33 | 73     |
| 2005/06 | Oberliga Westfalen       | IV    | 08.   | 47:51 | 44     |
| 2006/07 | Oberliga Westfalen       | IV    | 07.   | 58:50 | 54     |
| 2007/08 | Oberliga Westfalen       | IV    | 05.   | 55:34 | 57     |

Die Mannschaft startete erfolgreich in die ersten Jahre nach der Rückkehr in die Oberliga und erreichte in der Aufstiegssaison 1999/2000 Platz 5 und zwei Jahre später noch einmal Platz 6. Doch schon in der Saison 2002/03 stand die Westfalia am Saisonende als Vorletzter als Absteiger in die Verbandsliga fest. Der direkte Wiederaufstieg misslang.
In der folgenden Spielzeit 2004/05 gelang den Hernern der Aufstieg in die Oberliga. Großen Anteil am Erfolg hatte Sami El-Nounou, der mit 30 Treffern Torschützenkönig der Liga wurde. Sein Sturmkollege Michael Erzen erzielte 24 Tore und half der Mannschaft dabei, den Konkurrenten SSV Hagen auf Platz 2 zu verdrängen. In der Oberliga hatte die Westfalia mit dem Abstieg nichts zu tun, sie platzierte sich im gesicherten Mittelfeld.
In der Spielzeit 2005/06 konnten die Herner mit einem 6:4-Finalsieg gegen den Delbrücker SC den Westfalenpokal gewinnen und sich somit für den DFB-Pokal qualifizieren. Dort traf die Westfalia in der ersten Runde auf den FC Erzgebirge Aue. Vor mehr als 10.000 Zuschauern mussten sich die Herner mit 1:2 geschlagen geben.
Zum Ende der Saison 2007/08 wurde die Oberliga Westfalen aufgelöst. Die ersten vier Mannschaften stiegen in die Regionalliga auf, während die sieben folgenden Teams in die neu geschaffene NRW-Liga wechseln sollten. Nach einer verpatzten Hinrunde kämpften sich die Herner nach oben und blieben 15 Spiele in Folge ohne Niederlage. Am Ende fehlten drei Punkte auf die viertplatzierten Sportfreunde Lotte.

### Vierte und fünfte Liga sowie Insolvenz (seit 2008)
| Saison  | Liga               | Level | Platz | Tore   | Punkte |
| ------- | ------------------ | ----- | ----- | ------ | ------ |
| 2008/09 | NRW-Liga           | V     | 06.   | 64:064 | 54     |
| 2009/10 | NRW-Liga           | V     | 07.   | 55:050 | 51     |
| 2010/11 | NRW-Liga           | V     | 13.   | 52:060 | 36     |
| 2011/12 | NRW-Liga           | V     | 18.   | 13:109 | 12     |
| 2012/13 | Oberliga Westfalen | V     | 16.   | 44:066 | 33     |
| 2013/14 | Oberliga Westfalen | V     | 15.   | 39:065 | 29     |
| 2014/15 | Oberliga Westfalen | V     | 18.   | 40:070 | 28     |
| 2015/16 | Westfalenliga 2    | VI    | 03.   | 62:046 | 49     |
| 2016/17 | Westfalenliga 2    | VI    | 01.   | 72:038 | 66     |
| 2017/18 | Oberliga Westfalen | V     | 09.   | 52:056 | 37     |
| 2018/19 | Oberliga Westfalen | V     | 08.   | 58:060 | 45     |
| 2019/20 | Oberliga Westfalen | V     | 16.   | 29:037 | 15     |
| 2020/21 | Oberliga Westfalen | V     | 20.   | 05:020 | 01     |
| 2021/22 | Oberliga Westfalen | V     | 21.   | 31:096 | 09     |
| 2022/23 | Westfalenliga 2    | VI    | 16.   | 45:93  | 20     |
| 2023/24 | Landesliga 3       | VII   | 1.    | 77:49  | 63     |
| 2024/25 | Westfalenliga 2    | VI    | 09.   | 62:65  | 38     |

In der NRW-Liga hielt die Mannschaft in den ersten beiden Jahren gut mit und erreichte Mittelfeldplätze. Danach ging es sportlich wieder bergab. Die Talfahrt erreichte in der Saison 2011/12 ihren Höhepunkt, als die Westfalia mit 109 Gegentoren abgeschlagen Tabellenletzter wurde. Tiefpunkte der Saison waren 0:8-Niederlagen beim FC Viktoria Köln und bei Arminia Bielefeld II. Die Abschaffung der NRW-Liga zum Saisonende verhinderte den Abstieg der Westfalia.
Stattdessen spielte die Mannschaft in der wieder eingeführten Oberliga Westfalen. Aber auch dort fand sich das Team im Abstiegskampf wieder. In den ersten beiden Jahren konnte die Klasse gehalten werden, die Mannschaft stieg dann jedoch nach der Saison 2014/15 ab. Nach zwei Jahren in der Westfalenliga gelang den Hernern unter Trainer Christian Knappmann der Wiederaufstieg in die Oberliga. In den beiden Folgesaisons 2017/18 und 2018/19 wurde mit Platz 9 bzw. 8 die Klasse jeweils ungefährdet gehalten.
Am 5. Dezember 2019 musste der Verein einen Antrag auf Eröffnung eines Insolvenzverfahrens stellen. Daraufhin wurden ihm zum 27. Dezember durch den FLVW neun Punkte abgezogen.
Im März 2020 übernahm der Unternehmer Ingo Brüggemann zunächst den kommissarischen Vorsitz und wurde im Oktober 2020 von den Mitgliedern zum ersten Vorsitzenden gewählt. Während dieser Zeit führte er den Verein erfolgreich aus der Insolvenz. Durch die zeitgleich aufkommende Corona-Pandemie war es kaum möglich, das Vereinsleben neu zu erwecken.
Am Ende der Saison 2021/22 stieg die Westfalia als abgeschlagener Tabellenletzter in die Westfalenliga ab. Dort wurden die Herner in der folgenden Saison als Tabellenletzter in die Landesliga durchgereicht.
Im November 2023 übernahm Christian Knappmann das Traineramt und der Verein konnte die Mannschaft mit Ex-Profis wie Jeron Al-Hazaimeh und Marcus Piossek verstärken. Die Herner schafften am Saisonende den direkten Wiederaufstieg.

## Erfolge
- Westdeutscher Meister: 1959
- Teilnahme an der Endrunde um die deutsche Meisterschaft: 1959, 1960
- Westfalenmeister: 1975
- Westfalenpokalsieger: 2006
- Teilnahme DFB-Pokal: 2006/07
- Meister der Verbandsliga Westfalen/Westfalenliga 2: 1970, 1975, 1999, 2005, 2017
- A-Jugend-Westfalenmeister: 1968[15]
- C-Jugend-Westfalenmeister: 2006[15]
- Deutscher Vizemeister der Ü-40-Senioren: 2015
- Deutscher Vizemeister der Ü-50-Senioren: 2024[16]

In der Ewigen Tabelle der Oberliga Westfalen belegt die Westfalia mit 969 Punkten aus 762 Spielen Platz 6.

## Persönlichkeiten
- Hans-Joachim Abel (1974–1977), (* 1952), Stürmer, 63 Liga-Tore für Herne (32 Tore in 29 Einsätzen in der Verbandsliga Westfalen Gruppe Südwest 1974/75, damals dritte Spielklasse; 31 Tore bei 73 Einsätzen in der 2. Bundesliga Nord 1975–1978), während der Saison 1977/78 an den VfL Bochum abgegeben
- Helmut Benthaus (1954–1961), (* 1935), Außenläufer, 8 A-Länderspiele und 1 B-Spiel (1958–1960); 167 Oberligaspiele (1954–1961) für Herne
- Søren Busk (1976–1979), (* 1953), Abwehrspieler, 105 Punktspiele und 16 Tore für Herne, wurde noch während seiner Zeit in Herne dänischer Nationalspieler; später nahm er mit der Nationalmannschaft an der EM 1984, der WM 1986 und der EM 1988 teil.
- Hans Cieslarczyk (1963–1964), (* 1937), Außenläufer in der Saison 1963/64, Ex-Nationalspieler (für Sodingen und Dortmund)
- Gerhard Clement (1963–1964), (* 1938), Stürmer, 256 Oberliga- bzw. Regionalligaspiele (zwischen 1957 und 1967) mit 100 Toren für Herne
- Lutz Gerresheim (1965–1976) Jugend, (1976–1979), (* 1958), Mittelfeldspieler, 20-facher A-Jugend-Nationalspieler (7 Tore), 86 Spiele in der 2. Bundesliga mit 11 Toren für Westfalia Herne, ging 1979/80 nach der Goldin-Pleite zum VfL Bochum
- Jörg Lipinski (?–1986) Jugend, (1986–1990), (* 1967), der Mittelfeldspieler kam 1986 aus der eigenen Jugend und gehörte 1986–1990 dem Oberligakader an
- Werner Lorant (?) Jugend, (?–1971), (* 1948), später u. a. noch bei Rot-Weiss Essen, Borussia Dortmund, Eintracht Frankfurt und FC Schalke 04; als Trainer später u. a. bei TSV 1860 München, Fenerbahçe Istanbul und Apoel Nikosia
- Otto Luttrop (1959–1963), (* 1939), Abwehrspieler, 93 Oberligaspiele für Herne, später 1 B-Länderspiel für 1860 München
- Paul Matzkowski (?–1945) Jugend, (1945–1948) (* 1920), spielte bis 1948 bei Westfalia Herne; Mittelstürmer (1938 deutscher Rekordtorschütze mit 28 Treffern); danach (1948–1958) Schalke 04
- Alfred Pyka (1949–1953) Jugend, (1953–1964, 1967–1969), (* 1934), Abwehrspieler, 1 A- und 1 B-Länderspiel (1958), 335 Oberliga- bzw. Regionalligaspiele (1954–1968) für Herne
- Miroslav Šola (* 1968), Stürmer in den 1990er Jahren, auch bekannt als „Bosnien-Bomber“, 17-facher A-Jugend-Nationalspieler für Bosnien-Herzegowina (6 Tore)
- Michael Steinbrecher (1984–1987) (* 1965), Abwehrspieler und rechte Außenbahn, in der Saison 1985/86 bei Westfalia Herne, später Moderator des ZDF-Sportstudios
- Hans Tilkowski (1955–1962) (* 1935), Torhüter, 39 A- und 4 B-Länderspiele, WM-Teilnehmer 1962 und 1966; 219 Oberligaspiele für Herne
- Stefan Wächter (?–1994), (* 1978), Jugendspieler bei Westfalia Herne, später Bundesligatorhüter beim Hamburger SV und Hansa Rostock
- Sönke Wortmann (1980–1981), (* 1959), Filmregisseur, spielte in der Saison 1980/81 bei Westfalia Herne im defensiven Mittelfeld
- Edin Terzić (2004–2006) (2007–2008), (* 1982), spielte in der Saison 04/05, 05/06 sowie 07/08 bei Westfalia Herne im Sturm, ehemaliger Trainer von Borussia Dortmund.
- Christopher Antwi-Adjei (2012–2014), (* 1994), spielte in der Saison 13/14 bei Westfalia Herne. Später spielte dieser beim Bundesliga-Verein VFL Bochum. Aktuell ist er bei Schalke 04 in der 2. Fußball-Bundesliga unter Vertrag.

## Trivia
Willi Lippens wurde 1965 in einem Regionalliga-Spiel bei Westfalia Herne auf eine Verwarnung und den darauf folgenden Kommentar des Schiedsrichters „Herr Lippens, ich verwarne Ihnen“ [sic] mit den Worten antwortete: „Herr Schiedsrichter, ich danke Sie“, prompt des Feldes verwiesen und erhielt anschließend eine vierzehntägige Sperre wegen respektlosen Verhaltens.